# 體外人工受精
體外人工受孕（英語：In vitro fertilization，縮寫;
），是將卵子與精子取出，在人為操作下進行體外受精，並培養成胚胎，再將胚胎植回母體內，整個過程真正在試管內的時間只有 2－6 天而已。以目前的技術，尚無法在體外將胚胎培養至足月。利用體外受精技術生產出來的嬰兒稱為試管嬰兒（Test tube baby）。

## 歷史
- 1963年代，羅伯特·愛德華茲在英國劍橋大學任職期間，與派屈克·斯特普托（1988年去世）共同研發體外人工受精技術。愛德華茲也由於該技術的發明在2010年獲得諾貝爾生理及醫學獎。
- 1978年7月25日，全世界第一位試管嬰兒路易絲·布朗在英國誕生。由於生殖科技的日新月異，如新式排卵針的誕生，超級排卵方式的改良，經陰道超音波取卵的使用，體外受精技術的重大突破，體外培養技術的改進，以及胚胎植入方式的改變等等，各項技術已日趨成熟，使得試管嬰兒技術已成為所有不孕症夫婦求子的其中一種最受歡迎的輔助方式了。
- 中華民國（臺灣）則在1985年於臺北榮民總醫院誕生出本土第一位試管嬰兒。[1][2]
- 香港則在1986年12月12日晚間於養和醫院誕生出香港本土第一位試管嬰兒。
- 中華人民共和國（中国大陸）則在1988年3月10日於北京医科大学第三附属医院誕生出其本土第一位試管嬰兒。

## 過程

### 標準試管嬰兒（FIV standard; Standard IVF）
其步驟為：誘導排卵→取卵→胚胎植入→14天後驗孕→懷孕。

## 哪些人需要做試管嬰兒
- 中度至重度子宮內膜異位症者
- 慢性骨盆腔炎導致嚴重骨盆腔粘連者
- 男性不孕症（精蟲數稀少、活動力不佳、無精症、顶体酶指标低下无法自然受孕）
- 有免疫排斥（抗體）問題者
- 連續 3－6 次人工受孕皆失敗者
- 不明原因不孕症者
- 結婚2年以上，無避孕且規律性行為而未懷孕者
- 35歲以上之高齡婦女，想儘快受孕者
- 有嚴重抗精蟲抗體問題者。

## 成功率
試管嬰兒並非萬能的，它只是目前能提供難孕夫妻最科學也最快速達成目的的一種輔助生殖科技。許多從前束手無策的問題，如輸卵管阻塞，男性不孕症等，目前則大多可藉此一嶄新的輔助生殖科技來達到懷孕的目的。據美國國家疾病管制局（CDC）統計，1997年全美國試管嬰兒的平均懷孕率約 35%，臺灣的統計數據也差不多，但有少數生殖中心的懷孕率可達 50－60%。
試管嬰兒一旦懷孕，多胞胎機率約 25－30% 左右，子宮外孕機率約 5%，流產率約 20－25%，所以如果扣除子宮外孕及流產率，做一次試管嬰兒大約每十對夫婦有三個可以成功地抱小孩回家。對某些夫妻而言，不做試管嬰兒根本就不可能懷孕，在以色列曾有一對夫婦前後總共做了八次試管嬰兒才懷孕。

## 先天性異常比率
目前全世界已經誕生的試管嬰兒應有接近百萬個，據統計其先天性異常比率並無特別高，約與一般自然懷孕之機率相當，大約是 2－4% 。

## 副作用
以目前的技術，除了極少部份人可能在胚胎植入後約一週左右會出現卵巢過度刺激症候群外（暫時性的腹脹，少尿，口渴，腹水等症狀），幾乎無任何副作用。但通常出現卵巢過度刺激症候群這些人的懷孕率特別高（據統計如果有中等程度之過度刺激症候群出現者，其懷孕率可達 86%），而其不舒服的症狀約二週就會自然消失。

## 費用
不同的病因、不同的打針方式、不同的排卵針、不同的培養方式及植入方式都會造成費用方面的差異。當然如果胚胎還有作一些額外的加工處理（如顯微受精術、輔助孵化術等等）一般要額外收費。